# Melanodaedala
Melanodaedala là một chi bướm đêm thuộc họ Tortricidae.

## Các loài
- Melanodaedala diffusa (Bradley, 1957)
- Melanodaedala melanoneura (Meyrick, 1912)
- Melanodaedala scopulosana (Meyrick, 1881)